# Cula Cuțui
Cula Cuțui este un monument istoric aflat pe teritoriul satului Broșteni, comuna Broșteni. În Repertoriul Arheologic Național, monumentul apare cu codul 110884.01.
A fost construită în 1815, în lunca Motrului, de către Ghiță Cuțui, căpitan de panduri în oastea lui Tudor Vladimirescu. Memoria locului păstrează amintirea tragicului destin al tinerei soții a căpitanului Cuțui, răpită de turcii din Ada-Kaleh, care pustiau vestul Olteniei în vremea când cetele lui Osman Pazvantoğlu terorizau Bucureștiul. Cula a fost deteriorată în timpul Primului Război Mondial, abandonată după 1916, a fost restaurată în anii ’60. În 1990 a fost recuperată de proprietari.

## Imagini

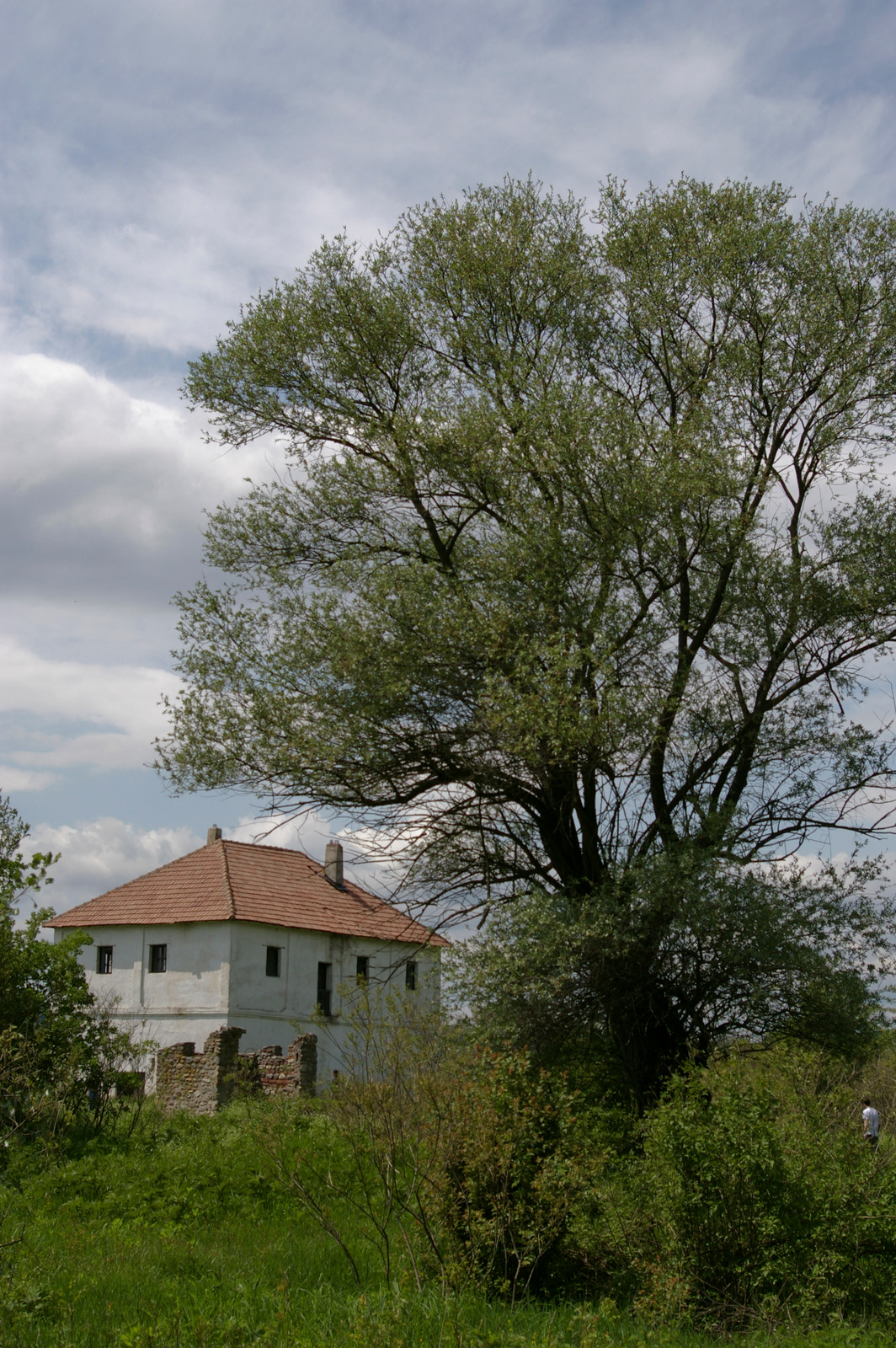
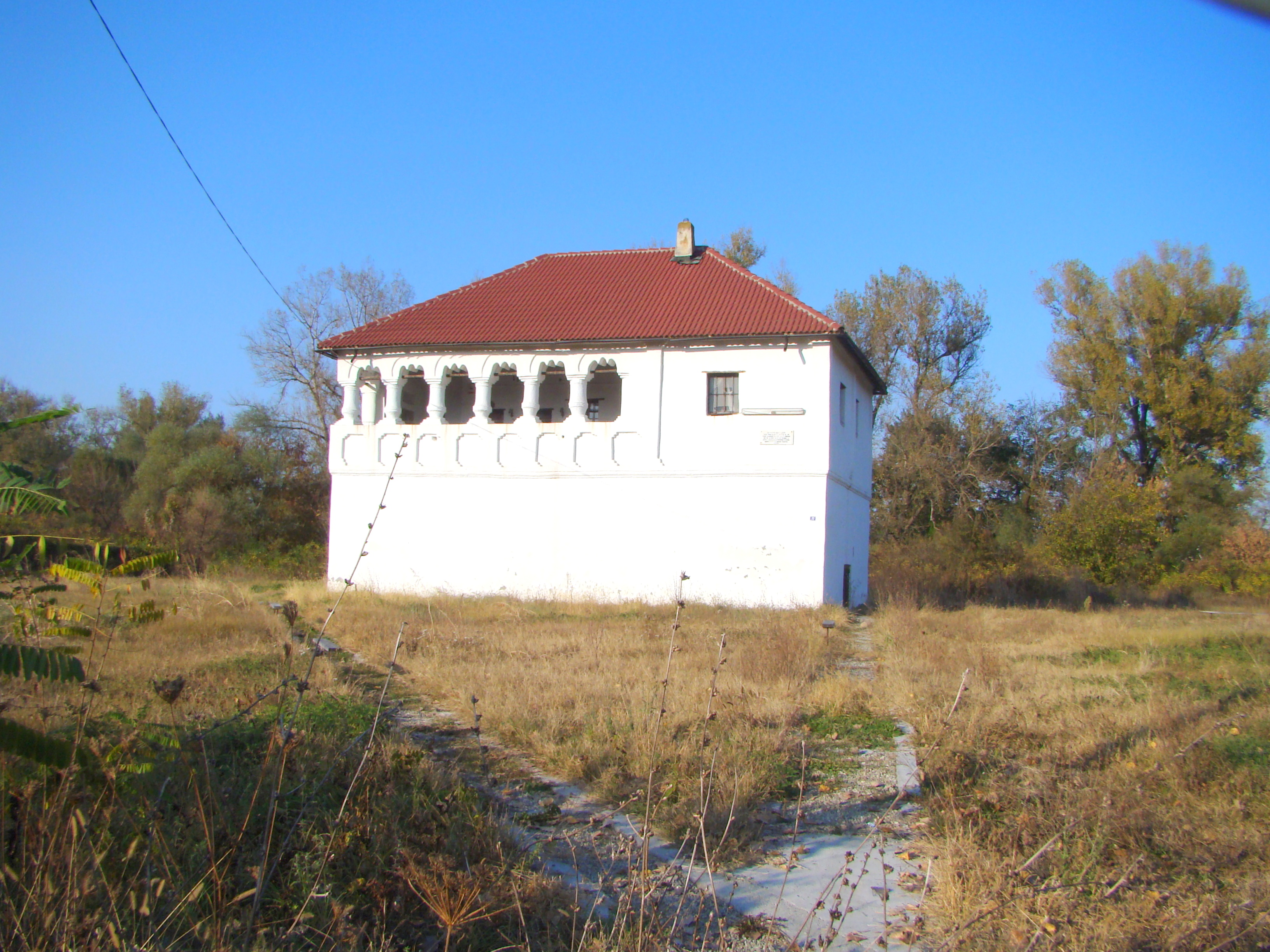
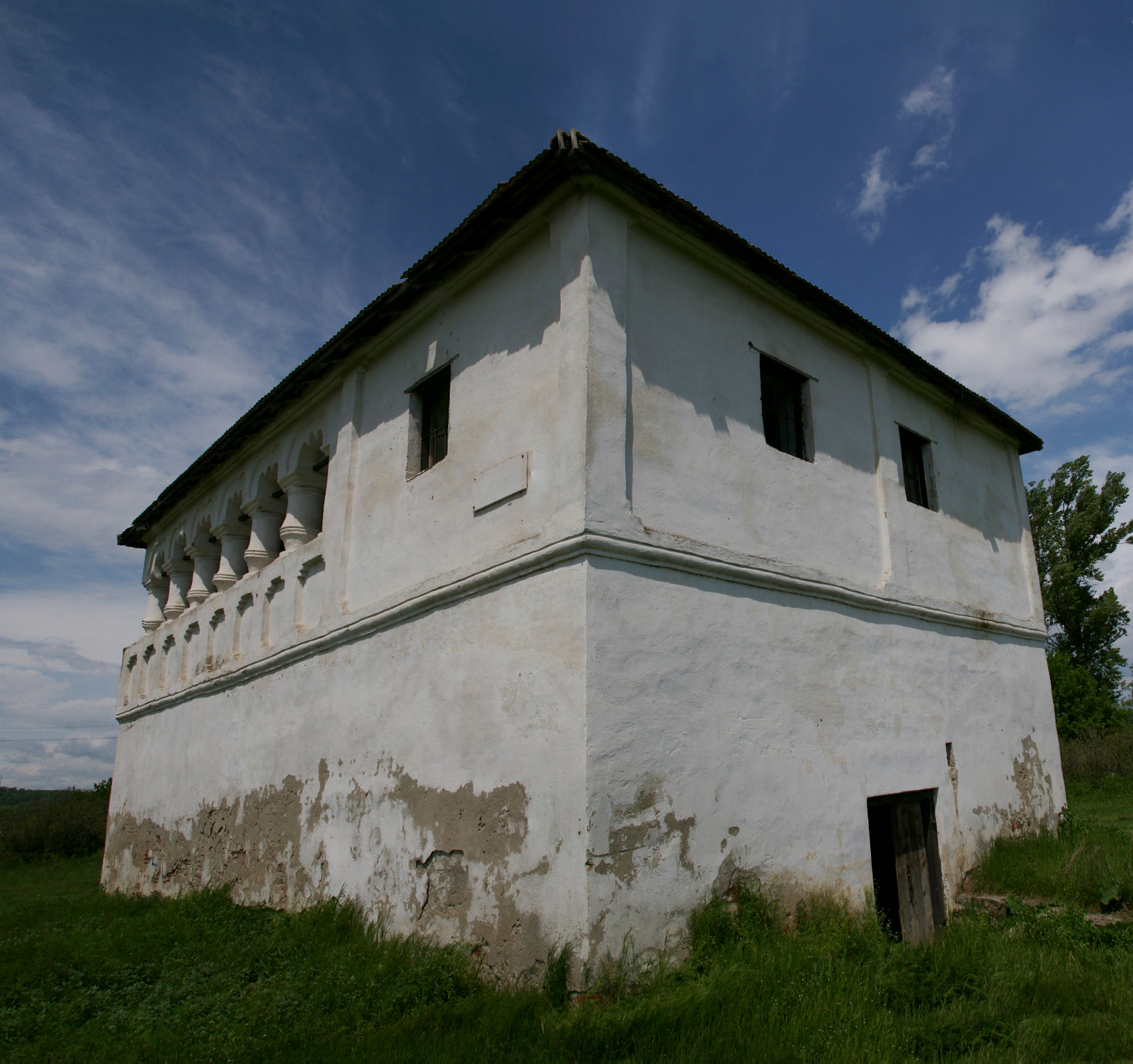
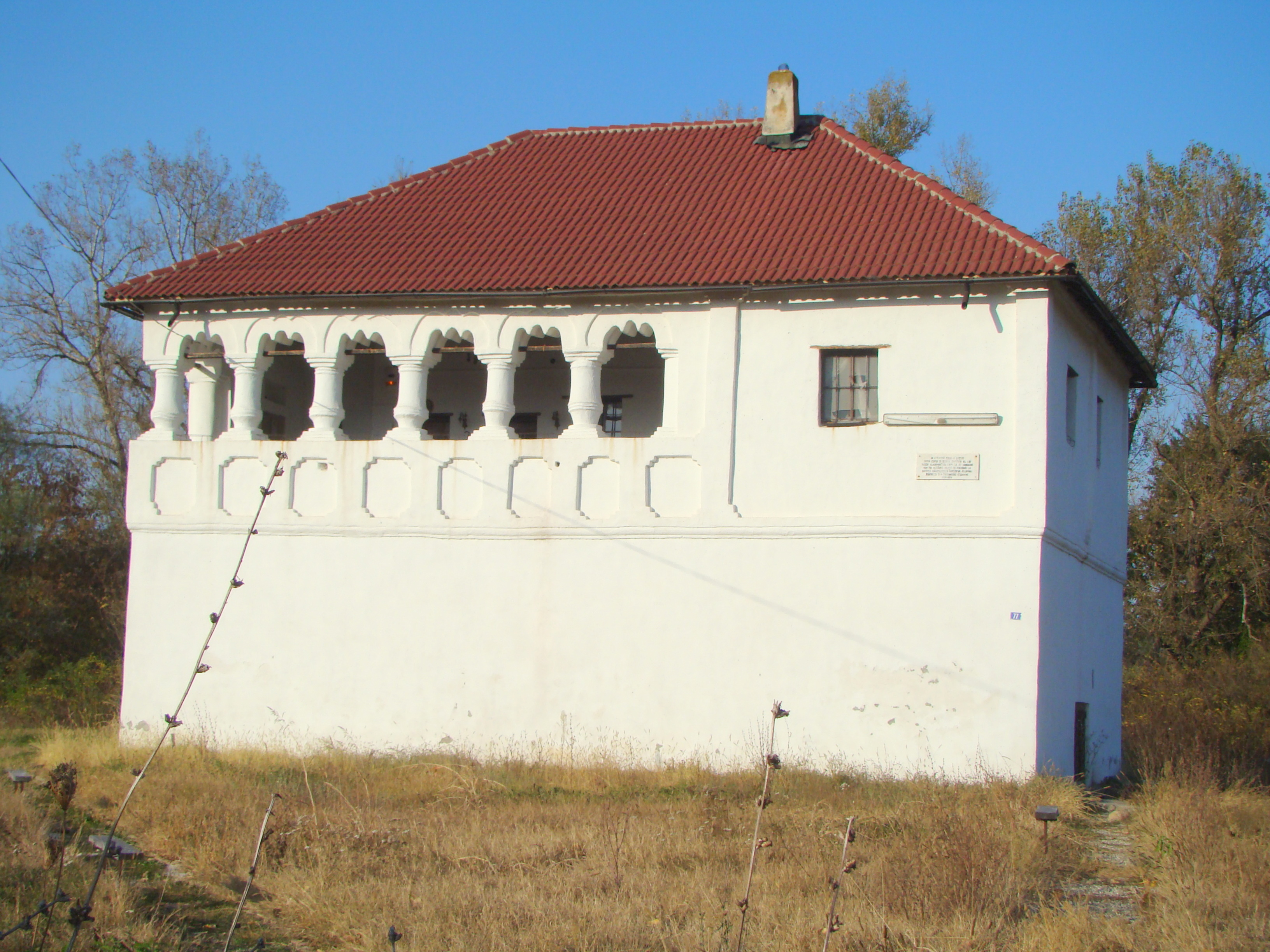
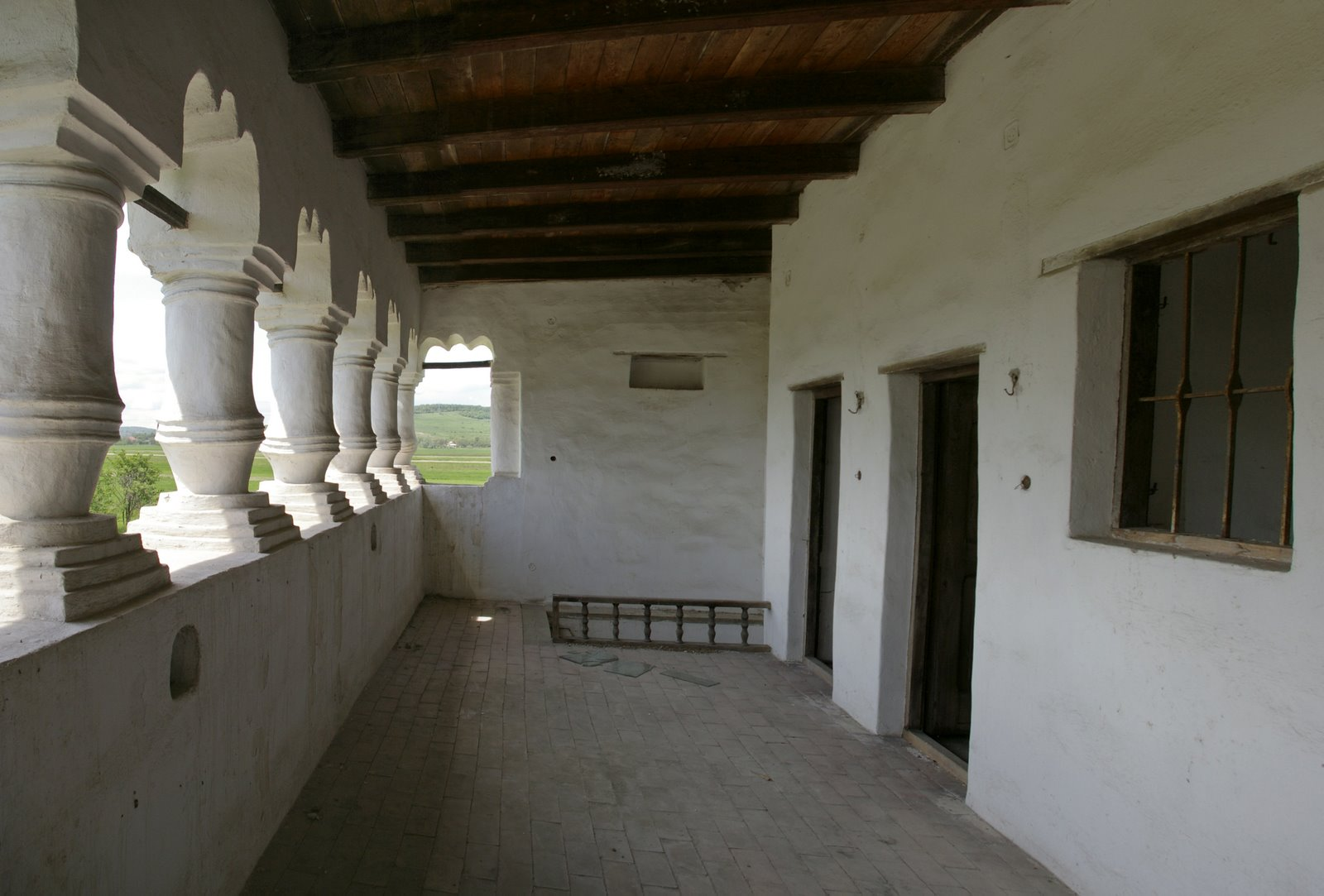